# Perruche modeste
Psittacella modesta
Espèce
Statut de conservation UICN

 LC  : Préoccupation mineure
Statut CITES
La Perruche modeste (Psittacella modesta) est une espèce d'oiseau appartenant à la famille des Psittacidae.

## Description
Cet oiseau mesure environ 14 cm de long. Il présente un net dimorphisme sexuel. Le mâle arbore une calotte brune étendue, de petits motifs tigrés uniquement sur la nuque et ne possède pas de collier. La femelle présente une calotte brune plus petite, des motifs tigrés discrets sur la poitrine et plus étendus sur le ventre.

## Sous-espèces
La Perruche modeste est représentée par trois sous-espèces :
- modesta ;
- collaris ;
- subcollaris.

## Habitat
Cet oiseau vit dans les forêts entre 1 700 et 2 800 m d'altitude.

## Répartition
Cette espèce peuple la Nouvelle-Guinée.